# Polnica (powiat człuchowski)
Polnica (niem. Pollnitz, kaszub. Królewskô Pòlnica) – wieś kaszubska w Polsce, położona w województwie pomorskim, w powiecie człuchowskim, w gminie Człuchów, na trasie linii kolejowej Człuchów-Miastko (obecnie zawieszonej). Siedziba sołectwa Polnica, w którego skład wchodzą również Czarze, Gostudz, Grzybowo, Jeziorno, Kątki, Polniczka, Sokole, Stara Rogoźnica i Zielątkowo.
W latach 1975–1998 wieś administracyjnie należała do województwa słupskiego.
Wieś królewska starostwa człuchowskiego w województwie pomorskim w drugiej połowie XVI wieku. 
W obszar wsi wchodzi:
| Integralne części wsi Polnica | Integralne części wsi Polnica | Integralne części wsi Polnica |
| SIMC                          | Nazwa                         | Rodzaj                        |
| ----------------------------- | ----------------------------- | ----------------------------- |
| 0743089                       | Grzybowo                      | część wsi                     |

## Historia
Pierwsze informacje na temat Polnicy sięgają roku 1336, w którym to roku komtur człuchowski Heinrich Ernst nadał Sławkowi i jego dziedzicom dwa wolne łany we wsi Polnica, w zamian za co został zobowiązany do służby wojskowej wraz z koniem wartym 4 grzywny oraz rocznym czynszem dla uznania zwierzchniej władzy Zakonu w wysokości 1 funta wosku i 5 fenigów chełmińskich. W roku 1352 komtur Ludolf Hake nadał Piotrowi (synowi sędziego Dobrowoja) oraz jego młodszemu bratu Maciejowi 8 łanów koło Pakotulska i 2 łany w Polnicy. Otrzymali oni także prawo do swobodnego połowu ryb oraz korzystania z łąk w lesie i na polach. W roku 1358 komtur Heinrich von Thaba nadał Marcinowi Wentowi 4 łany we wsi Polnica na wolne posiadanie w zamian za służbę wojskową w zbroi wraz z koniem wartym 6 grzywien. 
W roku 1414 wieś stała się własnością Zakonu (od tego czasu Polnica dzieliła się na Polnicę Zakonną, później Królewską, i Polnicę Szlachecką). Wówczas komtur Wilhelm von Stenheim nadał braciom Pawłowi i Tomysławowi i ich dziedzicom 56 łanów we wsi Polnica, z czego obaj sołtysi otrzymali 6 łanów wolnych. Chłopi oraz sołtysi otrzymali prawo wolnego połowu ryb na własne potrzeby i prawo korzystania z łąk, z wyłączeniem terenów zastrzeżonych przez Zakon na swój użytek. Chłopi mieli płacić z każdego łana roczny czynsz w wysokości 10 skojców, oddawać 2 kury i przepracować 3 dni dla Zakonu. W roku 1437 wieś zakonna posiadała 38 łanów ziemi, z czego 11 opustoszałych. Z każdego łana osiadłego roczny czynsz wynosił 10 skojców i 2 kury. Prawdopodobnie istniał już wówczas kościół w Polnicy, do którego dojeżdżał ksiądz z pobliskiego Przechlewa.
Rozwój Polnicy został zahamowany w latach 1655-1660. Najazd szwedzki praktycznie zniszczył wieś. W cztery lata po potopie nowy właściciel majątku Jan Piotr Tuchołka tak opisuje zniszczenie: "Domy mieszkalne i gospodarcze częściowo zostały spalone i zniszczone, ale bez ludności. Okoliczna ziemia była zarośnięta krzakami i drzewami". Gospodarowało tu dwóch chłopów osiadłych i sześciu takich, którzy nie mieli bydła. Odrabiali pańszczyznę cztery dni w tygodniu, a w soboty i poniedziałki pracowali na swoich włókach. Z powodu zniszczenia wieś nie płaciła czynszów. Sołtysami byli w tym czasie Słomowie, którym król Jan Kazimierz nadał przywilej sołecki w 1661 roku. Polnica Szlachecka był wówczas własnością Jakuba Lipińskiego. 
W roku 1713 majątek szlachecki odkupił Andrzej Buttner-Zawadzki. W tym samym roku zabudowania spłonęły. Majątek odkupiła od Zawadzkiego i odbudowała w 1717 r. wdowa po Tuchołce, Marianna z domu Czapska. W 1737 roku majątek kupił Jan August Lewalt-Powalski. Mimo przemarszów różnych wojsk wieś zagospodarowała się. Chłopi zaorywali nawet ziemie należące do sąsiedniego majątku Tuchołków. Z tego powodu doszło do sprawy sądowej w Chojnicach w 1756 roku. Z protokołu wynika, że mieszkańcy wsi coraz dalej wycinali bory i lasy w stronę Jemielna. W tym samym czasie zniszczoną w czasie wojny szwedzkiej karczmę otrzymał na mocy przywileju Radziwiłłowskiego Adam Zawadzki. 
W roku 1748 gospodarowało w Polnicy 2 sołtysów – Wojciech Prochowski i Jakub Zawalich, a za przywilejem potwierdzonym przez P. Tuchołczynę w 1717 roku siedział tu najmłodszy syn Andrzeja Buttner-Zawadzkiego, Jan Zawadzki. W tym samym roku od barci polnickiej płacili Adam Mix i Jakub Prochowski z Adamem Zawadzkim, który był najstarszym synem Andrzeja Buttner-Zawadzkiego, byłego właściciela majątku polnickiego. Właścicielem tego samego majątku od 1927 roku był Franz Zawadzki (tak więc po 200 latach majątek znów znalazł się w rękach Zawadzkich), który w 1945 roku wraz ze swoją małżonką Apolonią Zawadzką z domu Rudnik został zamordowany przez radzieckich żołnierzy. Ich groby po dziś dzień znajdują się zapomniane w parku za dworem polnickim.

## Zabytki
Według rejestru zabytków NID na listę zabytków wpisany jest szachulcowy kościół parafialny pw. Świętej Trójcy z XVIII w., nr rej.: A-154 z 13.05.1958.

## Ludzie związani z Polnicą
- Anton Sawatzki (1873-1934) – gdański ksiądz i polityk Niemieckiej Partii Centrum